# مزغل

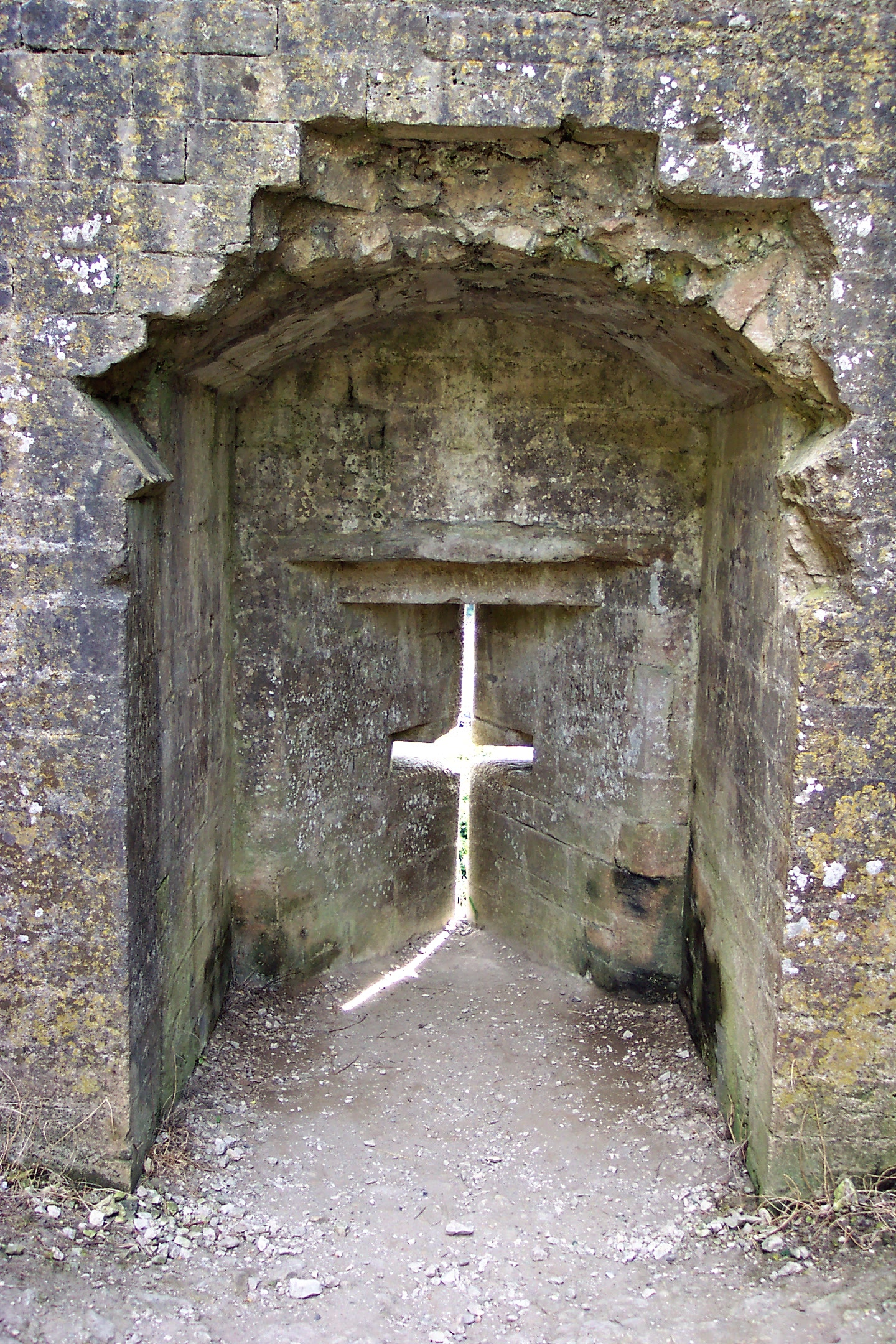
روزنه تیر در دژ کورف در بریتانیا.

رخنه یا شکافی باریک در دیوار سنگر یا دژ که از آن به وسیله تفنگ یا توپ تیراندازی می‌کنند را مَزغَل، تیرکش یا روزنه تیر می‌گویند.
این رخنه‌ها بیشتر به صورت عمودی و باریک درست می‌شوند تا به این طریق تیرانداز کمتر در معرض تیر دشمن قرار بگیرد. محل قرار گرفتن مزغل‌ها معمولاً کمی پایین‌تر از لبه‌های بالایی دیوار و کنگره‌های دژ است.
در بخش منتهی به روزنهٔ تیر، دیوار را معمولاً به صورت اریب می‌سازند تا تیرانداز از جای کافی برای عملیات تیراندازی و شلیک برخوردار شود.
مزغل‌ها در انواع بسیار زیادی ساخته می‌شدند اما در دژهای غربی شکل روزنه صلیبی از گونه‌های دیگر رایج‌تر است. این نوع روزنه به کمانداران اجازه می‌دهد تا کمان خود را در شکاف صلیبی‌شکل قرار داده و با حرکت به چپ و راست پهنه تیراندازی گسترده‌ای را پوشش دهند.
ابداع روزنه تیر را به ارشمیدس در جریان محاصره سیراکوز طی سال‌های ۲۱۲ تا ۲۱۴ پیش از میلاد نسبت می‌دهند.
میرخسرو در بیتی می‌گوید:
قصر ترا برج کمان، تیرکش
شیشهٔ آن نه فلک شیشه‌وش.
که مصراع نخست به این معنی است که صورت فلکی کمان برای قصر تو به منزله روزنه تیراندازی است.

## مزغل در معماری ساسانی
'مجموعه‌آثار باستانی موسوم به تخت سلیمان (شیز) در جنوب شرقی استان آذربایجان غربی و در شمال شرقی شهرستان تکاب قرار دارد. یکی از مهم‌ترین آثار به‌جای مانده قلعه‌ای است که مهم‌ترین دوره تاریخی آن مربوط به ساسانیان است. بسیاری از آثار باقی‌مانده از دوران ساسانیان جنبهٔ دفاعی دارند. یکی از عناصر مهم در این خصوص کنگره‌ها و روزنه‌های تیراندازی از آن‌ها (مزغل‌ها و تیرکش‌ها) هستند که بر روی لبهٔ برجها و باروها یا در داخل دیوارها ایجاد می‌شدند.
این عناصر معماری تدافعی در قلعه تخت سلیمان که وظیفه حفاظت یکی از بزرگ‌ترین آتشکده‌های دوره ساسانیان را به عهده داشته مشاهده می‌گردد.
مزغل‌های این دژ به خاطر قرارگیری در نقاط آسیب‌پذیر قلعه دچار تخریب‌های زیادی شده‌اند و تنوع فرم‌های این سنگها نیز به خاطر تکرار ساخت آن‌ها در دوره‌های تاریخی مختلف است. بسیاری از سنگ‌های کنگره یافت شده، دارای شکستگی‌هایی هستند که نشان‌دهنده سقوط آن‌ها از روی باروها بوده‌است. تعداد اندکی از سنگ‌های تیرکش دارای شکافی برای قرار دادن کنگره هابوده اندو در بعضی هم شیار کم عمقی بدین منظور حفر شده‌است. ولی در باقی آن‌ها محلی برای محکم کردن جای سنگ‌های کنگره دیده نمی‌شود. عدم استحکام سنگ‌های کنگره بر روی برج و باروها تعمدی و برای تقویت دفاع از دژ بوده‌است. کنگره‌ها در حالی که برای تأمین امنیت دژ ایجاد می‌شده‌اند، نقطه حساسی بوده‌اند، چرا که محل مناسبی برای کمند اندازی بوده‌اند. یا بعبارتی کنگره‌ها قسمتی از بنا بوده‌اند که ریسمان به راحتی با آن‌ها درگیر می‌شده و مهاجمان می‌توانستند از دیوار دژ بالا بروند.
واضح است که بیشترین تخریب کنگره‌های این دژ در موقع جنگ و دفاع نبوده، بلکه این نوع نصب سنگ‌های کنگره باعث می‌گردید که آن‌ها دائماً در معرض آسیب باشند یا به سادگی از روی برج و بارو به پایین بیفتند.

## نگارخانه

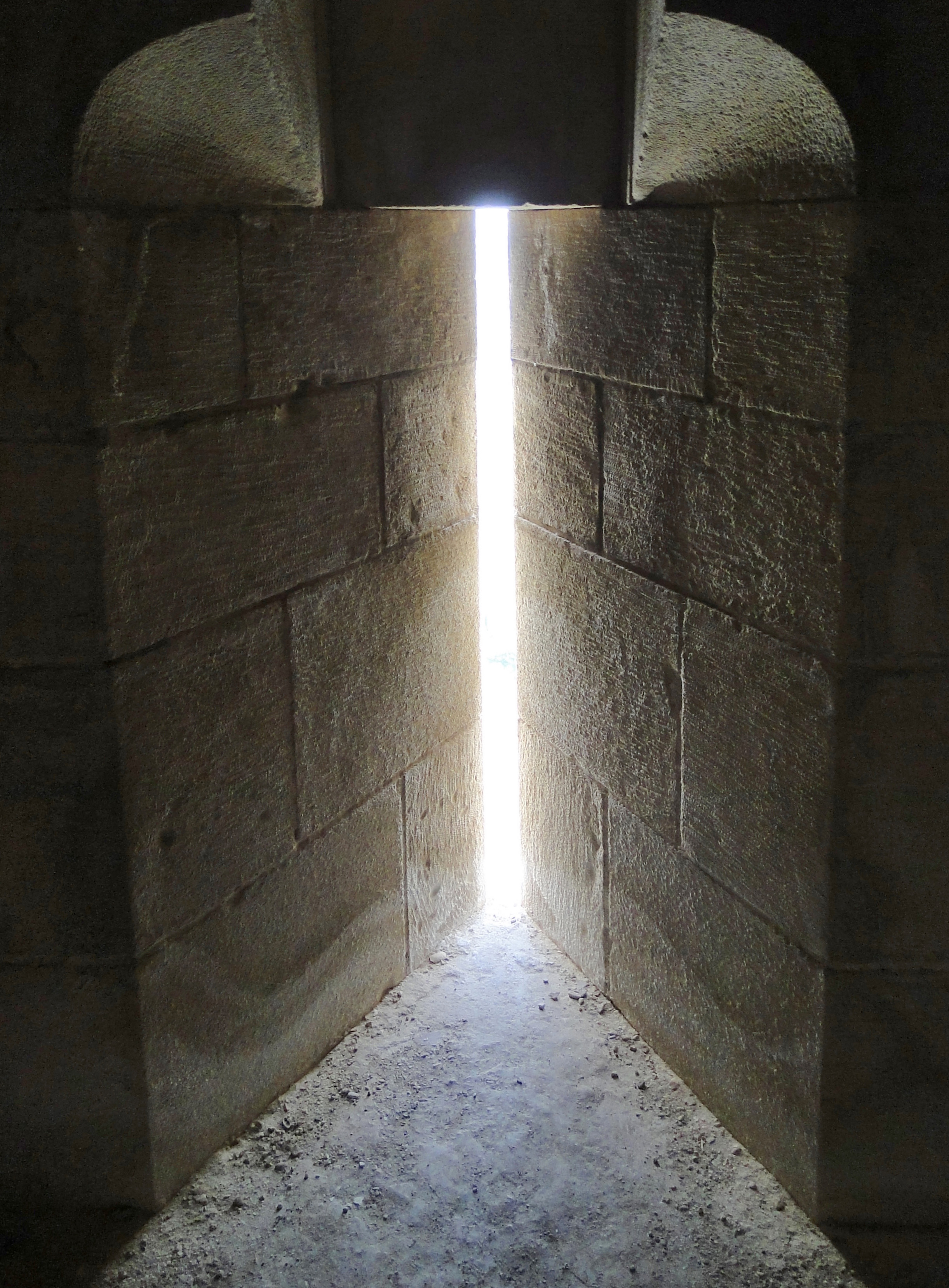
مزغلی در دژ کردان، سوریه
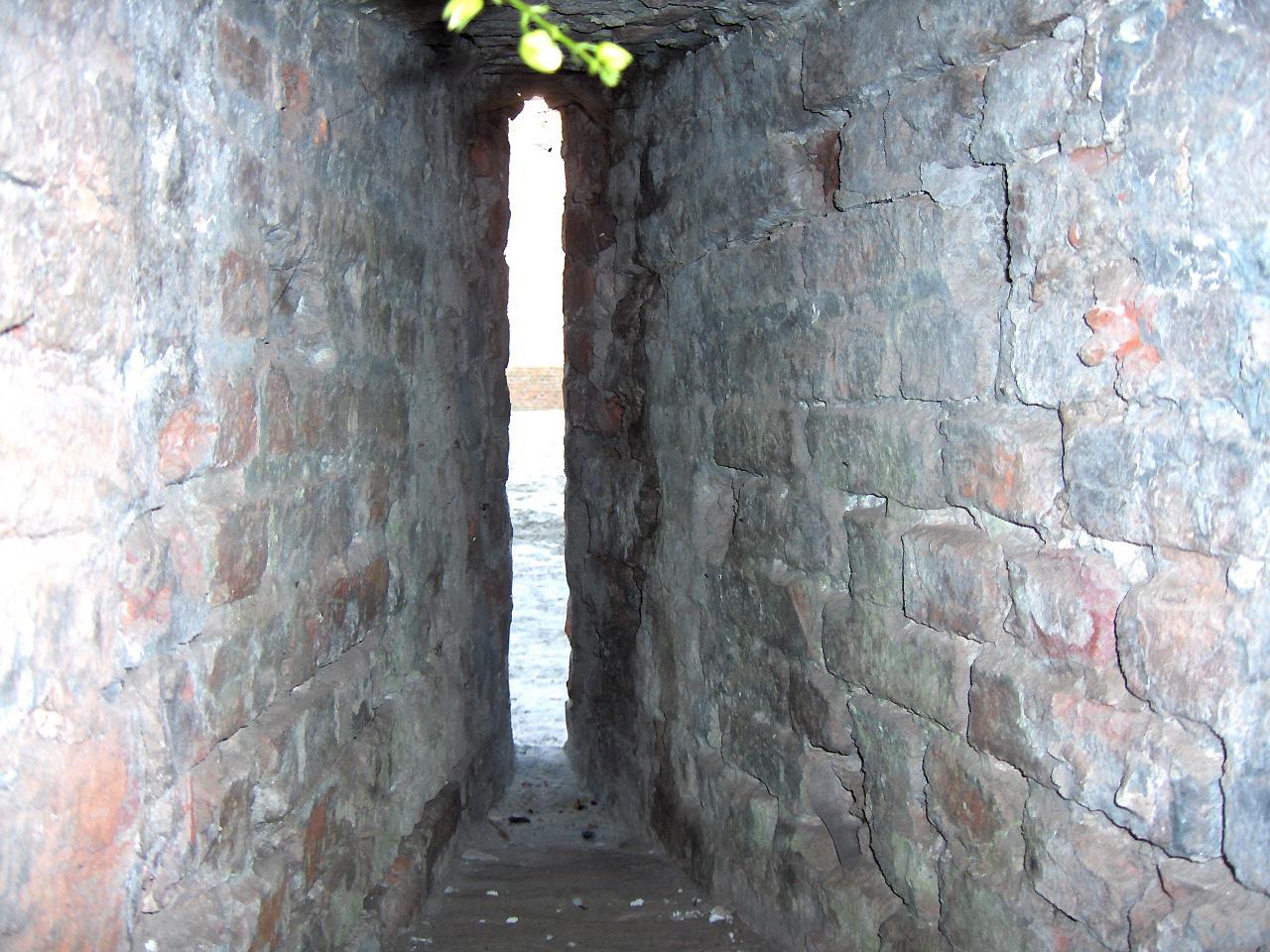
یک مزغل عمودی
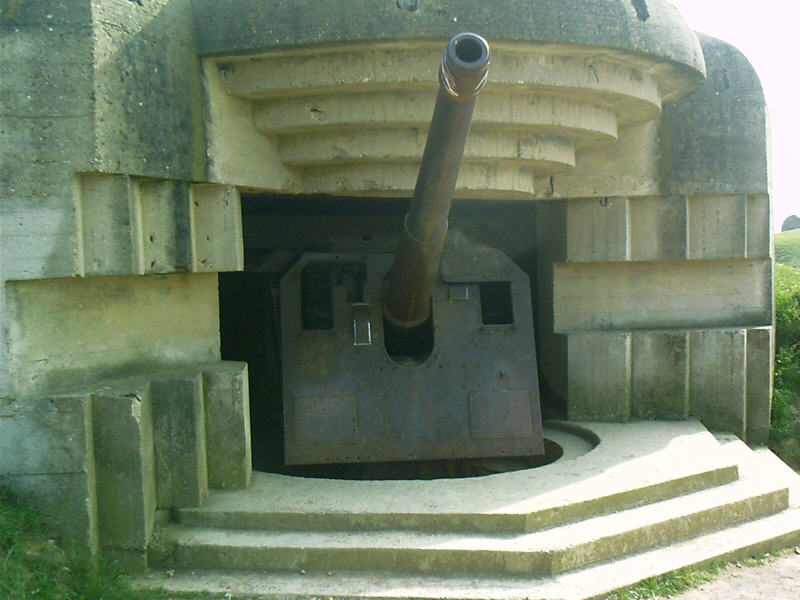
روزنه شلیک مربوط به جنگ جهانی دوم
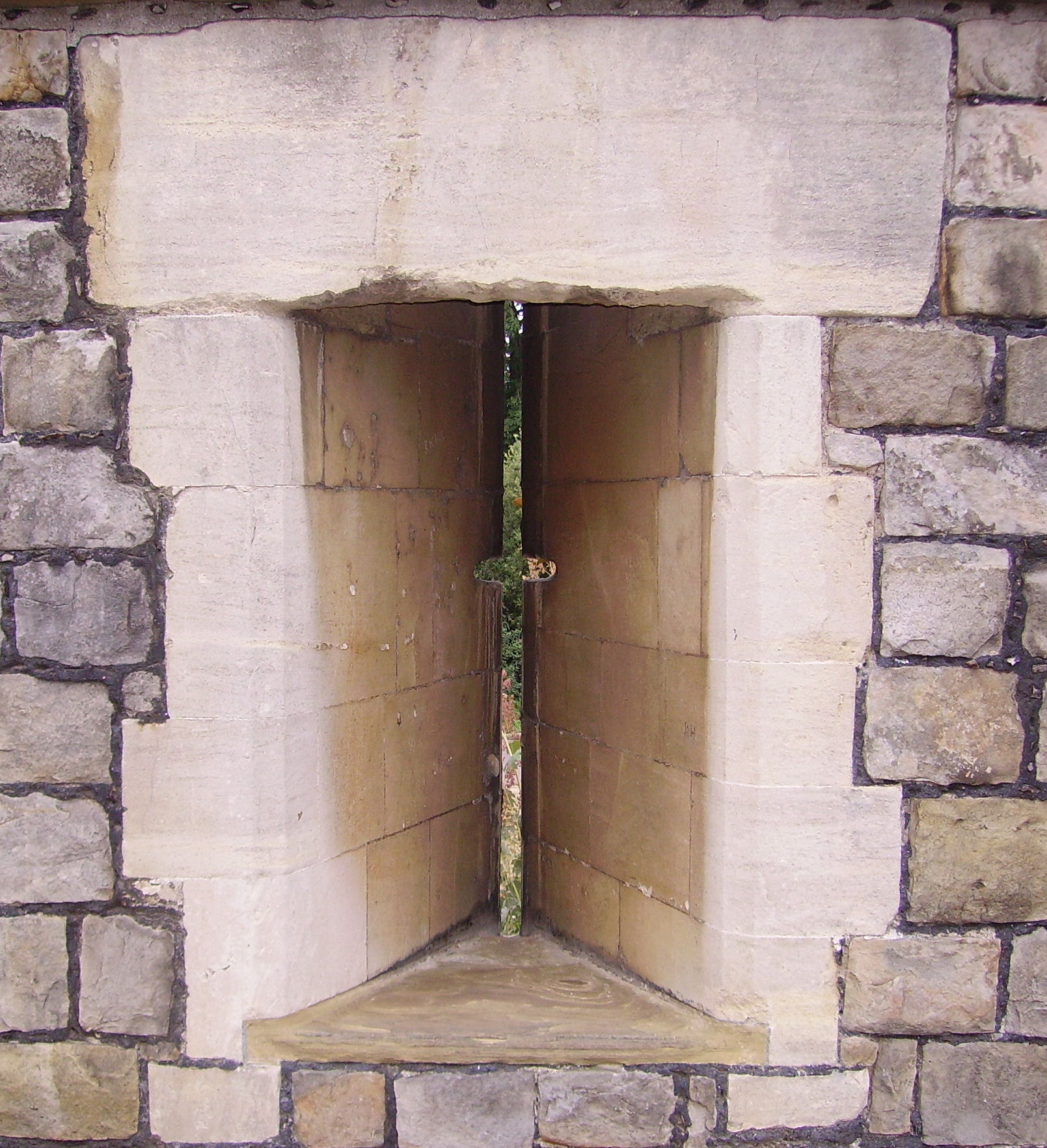
دژ ویندسور، بریتانیا
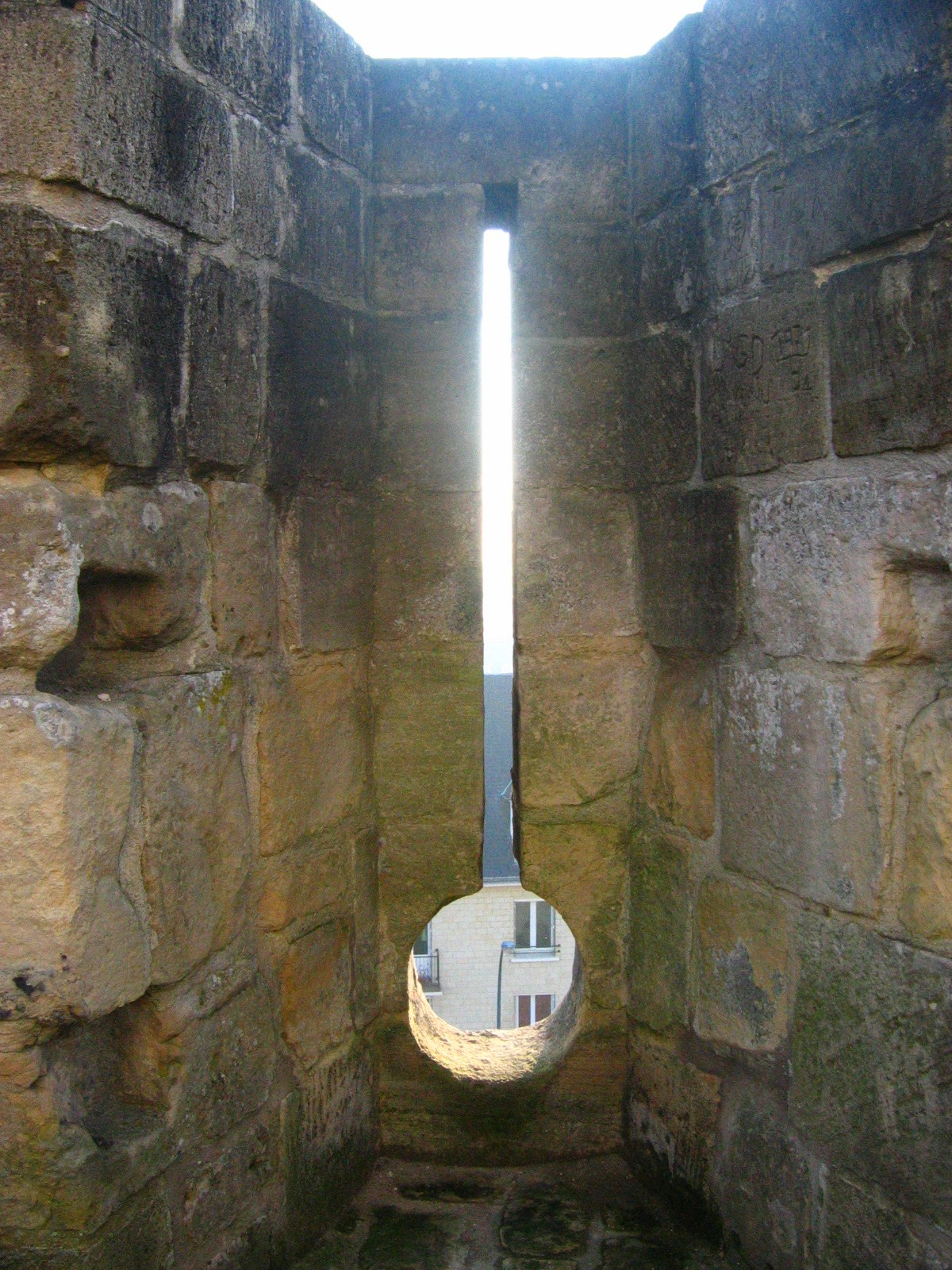
مزغل در دژ کان فرانسه، که در پایین آن سوراخ پرتاب توپ هم تعبیه شده‌است